# Список политических партий Перу
В данной статье представлен список политических партий в Перу. Перу имеет многопартийную систему. Партии конкурируют на выборах в законодательные органы в соответствии с системой пропорционального представительства партийного списка. Вследствие этого любая партия редко получает абсолютное большинство в Конгрессе Перу, поэтому эти партии часто работают друг с другом, чтобы сформировать коалиционные правительства.

## Партии, принимавшие участие в выборах 2006 года
- Союз для Перу
- Национальный союз

- Партия христиан
- Национальная солидарность

- Национальная реновация
- Американский народно-революционный альянс
- Альянс для будущего

- Перемены 90
- Новое большинство

- Популярные действия
- Мы — Перу
- Национальная координация независимых
- Возможности Перу
- Национальное восстановление
- Альянс за прогресс
- Независимый морализующий фронт
- Демократическая сила
- Национальная справедливость
- Социалистическая партия
- Новое левое движение
- Вперёд, страна!
- Партия за социальную демократию
- Перуанская партия гуманистического движения
- Сельскохозяйственный народный фронт Перу
- Андийский ренессанс
- Экологическая партия Перу
- С силой Перу
- Перу сейчас
- Демократическая реконструкция
- Проект страна
- И это называется Перу
- Перуанское возрождение

## Бывшие парламентарские партии
- Всё для победы
- Человеческое решение

## Другие партии
- Пролетарская партия Перу
- Коммунистическая партия Перу - Сияющий путь
- Перуанская коммунистическая партия
- Зелёная Альтернатива — Экологическая партия Перу
- Коммунистическая партия Перу — Марксисты-Ленинисты
- Красная Родина
- SÍ Cumple

## Прочие политические движения
- Революционное движение имени Тупака Амару